# Evermannichthys spongicola
Evermannichthys spongicola é uma espécie de peixe da família Gobiidae e da ordem Perciformes.

## Morfologia
- Os machos podem atingir 3 cm de comprimento total.[4][5]

## Habitat
É um peixe marítimo, de clima subtropical e demersal que vive até 27 m de profundidade.

## Distribuição geográfica
É encontrado no Oceano Atlântico ocidental central: desde a Carolina do Norte e
Nordeste do Golfo do México até Campeche (México).

## Observações
É inofensivo para os humanos.